# Könizer Bibliotheken
Die Könizer Bibliotheken sind die öffentlichen Bibliotheken der Schweizer Gemeinde Köniz im Kanton Bern.

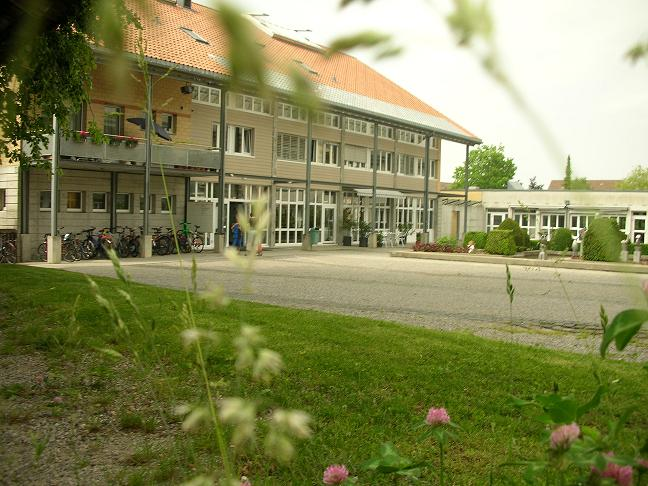
Bibliotheksgebäude in Köniz, Stapfen

## Geschichte
Die Könizer Bibliotheken wurden 1965 als Verein Könizer Volksbücherei mit einem Standort an der Hessstrasse 14 in Liebefeld/Köniz gegründet. 1983 folgten die Bibliotheken in Niederwangen, 1985 Niederscherli und 2002 Wabern. Am Standort Stapfen wurde 1991 die grösste Zweigstelle eingeweiht mit inzwischen rund 28'000 Büchern und weiteren Medien (Stand 2015).
2011 wollte die Regierung der Gemeinde im Rahmen eines Sparprogramms die vier Bibliotheksstandorte an einem Ort zentralisieren. 3215 Personen wehrten sich mit einer Petition dagegen, worauf diese Sparmassnahme fallengelassen wurde.

## Organisation und Ziele
Die Könizer Bibliotheken sind als Verein organisiert.
Mit Veranstaltungen und Ausstellungen möchten die Bibliotheken eine kulturelle Plattform sein und die Diskussion zwischen den Kulturen ermöglichen. Sie bieten allen Bevölkerungsschichten freien Zugang zu Informationen, Weiterbildung und Unterhaltung. Alle Zweigstellen bieten zudem die freie Benutzung von Internet an.
Die Leseförderung ist ein Anliegen der Könizer Bibliotheken. Die Teilnahme am nationalen Projekt Buchstart (Projekt zur Frühsprachförderung), Antolin (Webplattform zur Leseförderung), Geschichtenstunden und Sprachanimation für Kleinkinder im Krabbelalter sind feste Bestandteile des Veranstaltungskalenders.

### Bestand
An vier Standorten werden 75'000 Medien (vom Buch über Musik-CDs, Filme, Zeitschriften bis zu PC-Games) angeboten.
Drei Zweigstellen (Niederscherli, Niederwangen und Wabern) sind kombinierte Schul- und Gemeindebibliotheken. Die grösste im Zentrum von Köniz (Stapfen) ist eine reine Gemeindebibliothek.

### Benutzung
Knapp 8'000 Kunden sind bei den Könizer Bibliotheken eingeschrieben – das entspricht 20 % der Könizer Bevölkerung.
Als eine der ersten öffentlichen Bibliotheken der Schweiz haben die Könizer Bibliotheken auf EDV umgestellt und ihr gesamtes Angebot ist auf dem Online-Katalog abrufbar. Zu den Online-Angeboten gehören auch Neuerwerbungslisten, Reservationsmöglichkeiten per Mail oder SMS und die Möglichkeit, zu den Medien Kommentare zu verfassen.
Weiter bieten die Könizer Bibliotheken Ausleihen von digitalen Medien an (Digitale Bibliothek Bern).